# 3949 Mach
3949 Mach là một tiểu hành tinh. Nó được phát hiện bởi Antonín Mrkos ngày 20 tháng 10 năm 1985 ở Đài thiên văn Kleť ở Cộng hòa Séc. Nó được đặt theo tên physicist Ernst Mach.